# Lobelia reinekeana
Lobelia reinekeana är en klockväxtart som beskrevs av Franz Elfried Wimmer. Lobelia reinekeana ingår i släktet lobelior, och familjen klockväxter. Inga underarter finns listade i Catalogue of Life.